# Joanne Goode
Joanne Gwendoline Goode (nacida como Joanne Gwendoline Wright, Harlow, 17 de noviembre de 1972) es una deportista británica que compitió para Inglaterra en bádminton, en las modalidades de dobles y dobles mixto.
Participó en dos Juegos Olímpicos de Verano, en los años 1996 y 2000, obteniendo una medalla de bronce en Sídney 2000, en la prueba de dobles mixtos (junto con Simon Archer).
Ganó una medalla de plata en el Campeonato Mundial de Bádminton de 1999 y cuatro medallas en el Campeonato Europeo de Bádminton entre los años 1996 y 2000.

## Palmarés internacional
| Representando al Reino Unido |                        |                   |              |
| Juegos Olímpicos             |                        |                   |              |
| Año                          | Lugar                  | Medalla           | Prueba       |
| 2000                         | Sídney (Australia)     | Medalla de bronce | Dobles mixto |
| Representando a Inglaterra   |                        |                   |              |
| Campeonato Mundial           |                        |                   |              |
| Año                          | Lugar                  | Medalla           | Prueba       |
| 1999                         | Copenhague (Dinamarca) | Medalla de plata  | Dobles mixto |
| Campeonato Europeo           |                        |                   |              |
| 1996                         | Herning (Dinamarca)    | Medalla de bronce | Dobles       |
| 1998                         | Sofía (Bulgaria)       | Medalla de bronce | Dobles       |
| 1998                         | Sofía (Bulgaria)       | Medalla de bronce | Dobles mixto |
| 2000                         | Glasgow (Reino Unido)  | Medalla de oro    | Dobles       |